# Retschwil
Retschwil (toponimo tedesco) è una frazione di 159 abitanti del comune svizzero di Hitzkirch, nel distretto di Hochdorf (Canton Lucerna).

## Geografia fisica
Retschwil si trova sulla sponda occidentale del lago di Baldegg.

## Storia
Già comune autonomo che si estendeva per 2,55 km² e che comprendeva anche le frazioni di Stäflige e Wolfetschwil, il 1º gennaio 2009 è stato accorpato a quello di Hitzkirch assieme agli altri comuni soppressi di Gelfingen, Hämikon, Mosen, Müswangen e Sulz.

## Società

### Evoluzione demografica
L'evoluzione demografica è riportata nella seguente tabella:
Abitanti censiti

## Economia
L'economia locale si basa prevalentemente sul settore primario.